# Katharina Bauer (tir à l'arc)
Pour les articles homonymes, voir Katharina Bauer et Bauer.
Katharina Bauer, née le 1er septembre 1995, est une archère allemande.

## Carrière
Katharina Bauer remporte la médaille d'argent en individuel junior aux championnats d'Europe en salle 2015 à Koper. 
Lors des championnats d'Europe 2022, elle est médaillée de bronze en individuel et remporte le titre par équipe féminine. 
Elle remporte avec ses compatriotes Michelle Kroppen et Charline Schwarz le titre de championne du monde par équipe aux championnats du monde 2023 à Berlin.
L'année suivante, elle repart des Championnats d'Europe à Essen avec trois médailles : le titre en individuel et en équipe mixte avec Florian Unruh et le bronze par équipe féminine avec Schwarz et Elisa Tartler.

## Palmarès

### Championnats du monde
- Médaille d'or par équipe aux championnats du monde 2023 de Berlin.

### Championnats d'Europe
- Médaille d'or par équipe aux championnats d'Europe 2022 de Munich.
- Médaille d'or en individuel aux championnats d'Europe 2024 d'Essen.
- Médaille d'or par équipe mixte aux championnats d'Europe 2024 d'Essen.
- Médaille de bronze en individuel aux championnats d'Europe 2022 de Munich.
- Médaille de bronze par équipe aux championnats d'Europe 2024 d'Essen.